# Stadslager
Stadslager är ett kulturlager i miljöer av stadskaraktär (städer, köpingar, vissa handelsplatser). Lagren innehåller avfall från hantverk, matberedning, rester efter övergiven bebyggelse och andra aktiviteter. Stadslager bedöms antikvariskt som fornlämning med undantag av lager som kan antas ha tillkommit 1850 eller senare.